# Cargenbridge
Cargenbridge ist eine Ortschaft in der schottischen Council Area Dumfries and Galloway beziehungsweise in der traditionellen Grafschaft Kirkcudbrightshire. Sie liegt wenige hundert Meter südwestlich von Dumfries am rechten Ufer des Cargen Pow, wie der Unterlauf des Cargen Water vor der Mündung in den Nith genannt wird.

## Geschichte
Bei Cargenbridge ließ das Versorgungsministerium im Jahre 1939 eine Fabrik für Chemikalien und Explosivstoffe erbauen. Nach Kriegsende ging die Anlage in private Hände über, was zu einer Veränderung des Produktspektrums führte. Der britische Chemiekonzern ICI stellte die Produktion auf Kunststoffprodukte und Farbstoffe um. Seit 1998 wird ein Teil der geschlossenen Anlage von DuPont weiterbetrieben. Die freigewordenen Flächen wurden zu einem Industriepark entwickelt.

## Verkehr
Cargenbridge ist direkt an der A711 gelegen. Die Fernverkehrsstraße verbindet Dumfries unter anderem mit Dalbeattie und Kirkcudbright. Nördlich des Industrieparks verläuft die bedeutende Ost-West-Verbindung A75 (Stranraer–Gretna Green). In Dumfries sind verschiedene weitere A-Straßen innerhalb weniger Kilometer erreichbar. Einst verlief die 1859 eröffnete Bahnstrecke von Dumfries über Castle Douglas nach Kirkcudbright durch Cargenbridge. Die Ortschaft besaß jedoch keinen eigenen Bahnhof. Zeugnis der zwischenzeitlich rückgebauten Strecke ist der Goldielea Viaduct südwestlich von Cargenbridge.